# Melanotaenia splendida splendida
Cá cầu vồng phương Đông (Danh pháp khoa học: Melanotaenia splendida splendida) là một loài cá cảnh nước ngọt thuộc họ Melanotaeniidae, đây là loài đặc hữu của Úc.

## Đặc điểm
Cá cầu vồng Đông là phổ biến rộng rãi trên lục địa Úc, và được tìm thấy trong các hệ thống sông phía đông của Great Dividing Range của Queensland, Úc từ sông Boyne phía nam của Gladstone tới bán đảo Cape York. Nó thường được tìm thấy trong các đập lớn hay sống ở suối nước ngọt nhỏ, nhưng cũng được tìm thấy trong các hồ và hồ chứa.
Một con cá nhỏ thường được tìm thấy lên đến 8 cm nhưng được biết kích thước của chúng có thể đạt tới 14 cm. Những con đực thay đổi màu từ nhạt xanh-màu xanh lá cây hoặc xanh nâu tổng thể vàng và nhạt màu, với một điểm có màu vàng hoặc màu cam trên nắp mang. Con cái và con con thì có bạc và vây mờ hoặc màu nhạt. Cá cầu vồng Đông là một động vật ăn tạp, thức ăn chủ yếu là tảo, côn trùng, microcrustaceans và những động vật có xương sống nhỏ khác.